# Церкова
Церкова — деревня в Пинежском районе Архангельской области. Входит в состав Карпогорского сельского поселения.

## География
Деревня расположена в восточной части области на расстоянии примерно в 10 километрах по прямой к юго-востоку от районного центра села Карпогоры.
Часовой пояс
Деревня Церкова как и вся Архангельская область, находится в часовой зоне МСК (московское время). Смещение применяемого времени относительно UTC составляет +3:00.

## Население
| 2002 | 2010 | 2012 |
| ---- | ---- | ---- |
| 132  | ↘101 | ↗123 |

Национальный состав
Согласно результатам переписи 2002 года, в национальной структуре населения русские составляли 98 % из 131 чел..